# Zhang Dan
Dans ce nom chinois, le nom de famille, Zhang, précède le nom personnel.
Pour les articles homonymes, voir Zhang.
Zhang Dan (chinois : 张丹 ; pinyin : Zhāng Dān), née le 4 octobre 1985 à Harbin, est une patineuse artistique chinoise. Son partenaire est Hao Zhang, avec qui elle n'a aucun lien de parenté. Dan Zhang et Hao Zhang sont les médaillés d'argent aux Jeux olympiques de 2006.

## Biographie

### Carrière sportive
Dan Zhang s'est joint à Hao Zhang en 1997. Ils ont immédiatement connu du succès au niveau junior. Ils ont gagné deux médailles de Grand Prix junior à leur première année de participation, et ils se sont classés cinquième à la Finale du Grand Prix junior. Ils ont également gagné le bronze aux championnats nationaux de la Chine en 1999, suivi de l'argent en 2000.
Aux championnats du monde juniors 2000, ils ont exécuté un quadruple twist. Il s'agit du premier quadruple twist exécuté dans le cadre de cette compétition. À la saison 2000/2001, ils ont remporté la Finale du Grand Prix junior, le bronze aux championnats nationaux de la Chine et l'or aux championnats du monde juniors.
Pour la saison 2001/2002, ils ont décidé de rester dans les rangs junior pour le Grand Prix. Ils ont remporté la Finale du Grand Prix junior pour une seconde fois. Ils ont gagné la médaille de bronze aux Quatre Continents et ensuite, ils ont participé aux Jeux olympiques de 2002 où ils ont terminé 11e. Ils ont participé à leur premier championnat du monde de niveau Senior en 2002, et ils ont terminé 9e.
Durant la saison 2002/2003, ils ont participé à la fois au Grand Prix junior et senior. Ils ont remporté le Grand Prix junior en Chine et ils se sont classés 4e à chacune de leur compétition de Grand Prix senior. Ils sont retournés aux championnats du monde junior pour remporter l'or une deuxième fois, suivi d'une participation aux championnats du monde senior où ils ont terminé 6e.
La saison suivante, Zhang et Zhang sont considérés comme des sérieux concurrents. Ils ont remporté des médailles à chacune de leurs apparitions au Grand Prix ISU. Ils ont remporté le Quatre Continents 2005, suivi d'une médaille de bronze aux  championnats du monde.
Zhang et Zhang ont entamé les Jeux olympiques de 2006 comme étant des prétendants à une médaille. Durant leur programme libre, Dan a chuté lourdement sur une tentative de quadruple Salchow lancé, un saut qui n'était pas constant dans leur répertoire. Malgré le fait qu'elle fut blessée lors de cette chute, Dan décida de finir leur programme. Bien que le délai d'attente entre la chute et la reprise de leur performance fût plus long que les deux minutes prescrites dans les règlements de l'ISU, ils ne furent pas automatiquement forfaits car le juge-arbitre a attendu avant d'arrêter la musique et d'activer le chronomètre pour calculer les deux minutes officielles d'attente. Le couple a repris son programme à l'endroit même où ils avaient arrêté et ils ont pu terminer leur performance. Ils ont gagné la médaille d'argent, devant leurs compatriotes Xue Shen et Hongbo Zhao. Aux championnats du monde, ils ont remporté l'argent derrière les Chinois Qing Pang et Jian Tong.

## Palmarès
Avec son partenaire Hao Zhang
| Compétition                   | 1999    | 2000    | 2001    | 2002    | 2003    | 2004    | 2005    | 2006    | 2007    | 2008    | 2009    | 2010    | 2011    | 2012    |
| Jeux olympiques d'hiver       |         |         |         | 11e     |         |         |         | 2e      |         |         |         | 5e      |         |         |
| Championnats du monde         |         |         |         | 9e      | 6e      | 5e      | 3e      | 2e      | 5e      | 2e      | 2e      | 5e      |         |         |
| Quatre continents             |         |         |         | 3e      | 3e      | 2e      | 1re     | F       | F       | 2e      | 3e      | 1re     |         |         |
| Championnats de la Chine      | 3e      | 2e      | 3e      | 3e      | 1re     | 2e      | F       | F       | F       | 1re     | F       | F       | F       | F       |
| Championnats du monde juniors |         | 4e      | 1re     |         | 1re     |         |         |         |         |         |         |         |         |         |
|                               |         |         |         |         |         |         |         |         |         |         |         |         |         |         |
| Grand Prix ISU                | 1998/99 | 1999/00 | 2000/01 | 2001/02 | 2002/03 | 2003/04 | 2004/05 | 2005/06 | 2006/07 | 2007/08 | 2008/09 | 2009/10 | 2010/11 | 2011/12 |
| Finale du Grand Prix          |         |         |         |         |         | 6e      | 5e      | 2e      | 3e      | 2e      | 2e      | 6e      |         | 4e      |
| Skate America                 |         |         |         |         | 4e      | 3e      | 1re     | 1re     |         |         |         | 3e      |         | 2e      |
| Skate Canada                  |         |         |         |         |         |         |         |         | 1re     |         |         |         |         |         |
| Coupe de Chine                |         |         |         |         |         |         | 2e      |         |         |         | 1re     | 2e      | F       | 2e      |
| Trophée de France             |         |         |         |         | 4e      | 1re     |         |         |         | 1re     |         |         | F       |         |
| Coupe de Russie               |         |         |         |         |         | 3e      | 1re     |         |         | 1re     | 1re     |         |         |         |
| Trophée NHK                   |         |         |         |         |         |         |         | 1re     | 2e      |         |         |         |         |         |
| Légende : F = Forfait         |         |         |         |         |         |         |         |         |         |         |         |         |         |         |

## Sources
- (en) Cet article est partiellement ou en totalité issu de l’article de Wikipédia en anglais intitulé « Zhang Dan » (voir la liste des auteurs).